# Folke Mannerstedt
Folke Karl Erik Mannerstedt, född 5 april 1901 i Stockholm, död 18 december 1987 i Bromma. Svensk ingenjör och konstruktör. Nyss utexaminerad från Kungliga Tekniska Högskolan anställdes han 1929 som produktutvecklare av motorcyklar vid Husqvarna Vapenfabriks AB. Han hade erfarenhet på området, då han tidigare ansvarat för den belgiska mc-tillverkaren FN:s tävlingsverksamhet i Sverige. 
1930 lanserade Husqvarna en racermaskin med trimmad 500cc JAP-motor, en specialkonstruktion som tillverkades i cirka 50 exemplar. Under Mannerstedts ledning fortsatte man att utveckla nya maskiner med egentillverkade motorer på 500cc, där man experimenterade med nya och lätta material, vilket ledde till stora framgångar på tävlingsbanorna. 
Mannerstedt gjorde under de kommande åren banbrytande insatser som konsulterande ingenjör och mc-konstruktör. Han arbetade tidvis för Stockholms Tekniska Institut och deltog under andra världskriget i framtagagandet av en armémotorcykel. Nils Hedlund kallar honom på sin hemsida ”en genial konstruktör”.